# Leaving on a Jet Plane

Leaving on a Jet Plane est une chanson écrite par John Denver en 1966, et dont l'enregistrement le plus célèbre provient de Peter, Paul and Mary. Le titre original de la chanson était Oh Babe I Hate to Go, mais le producteur de Denver, Milt Okun, l'a convaincu de changer le titre.

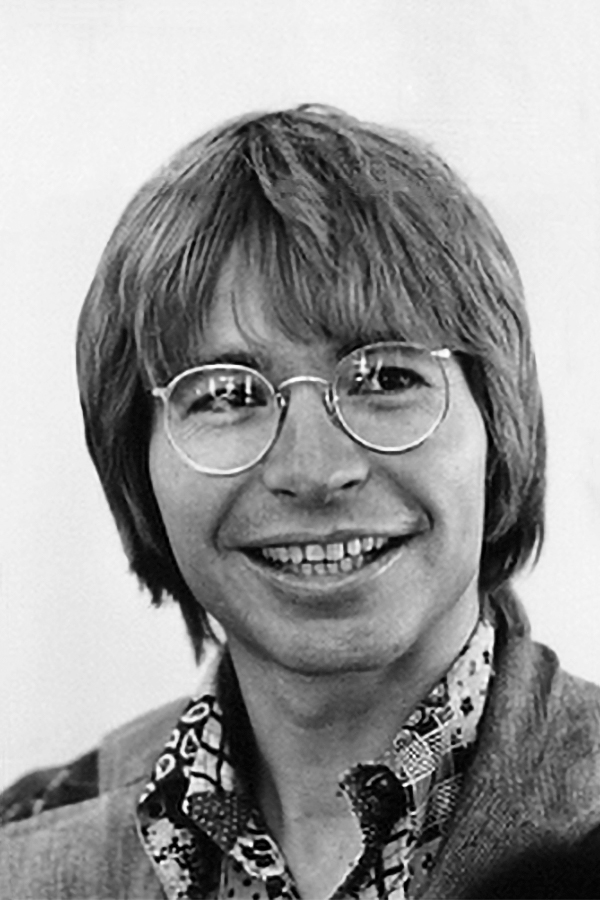
Photo de John Denver, auteur de la chanson "Leaving on a Jet Plane".

En France, cette chanson a été reprise par la chanteuse Marie sous le titre Souris-moi, embrasse-moi en 1971.